# Ситникова, Анастасия Ивановна
Анастасия Ивановна Ситникова (до замужества — Азовкина; 1924, Глухово, Нижегородская губерния — 2016, Волгоград) — советская рабочая. Герой Социалистического Труда (1960).

## Биография
Анастасия Ситникова родилась в 1924 году в селе Глухово Арзамасского уезда Нижегородской губернии (сейчас в Дивеевском районе Нижегородской области) в крестьянской семье.
В 1943 году в составе 250 девушек из Горьковской области была направлена на восстановление разрушенного во время боёв Сталинграда (сейчас Волгоград). Она расчищала завалы в кузнечном цеху тракторного завода. Позже, когда на заводе объявили набор кузнецов, вместе с четырьмя другими девушками решила получить эту профессию. Её наставником был Николай Пономарёв. Занимаясь у него, Анастасии удалось достичь того же уровня мастерства в штамповке деталей.
Другим наставником Анастасии был муж Николай Ситников, который работал в том же отделени цеха наладчиком штампов. Он обучил её технике смены штампов, благодаря чему она стала экономить на этой операции по часу за рабочую смену. Через два месяца самостоятельной работы Ситникова значительно повысила выработку, штампуя по 8 деталей в минуту, и выдавала свыше 4000 деталей за смену при норме в 2000.
Была рационализатором производства. Благодаря настойчивым требованиям Ситниковой печи в кузнечном цеху оборудовали кессонами, в результате чего брак, прежде составлявший около 3 % из-за неравномерного нагрева заготовки, практически сошёл на нет.
7 марта 1970 года Указом Президиума Верховного Совета СССР в ознаменование 50-летия Международного женского дня, за выдающиеся достижения в труде и особо плодотворную общественную деятельность была удостоена звания Героя Социалистического Труда с вручением ордена Ленина и золотой медали «Серп и Молот».
Работала кузнецом на ковочной машине более 25 лет и стала единственной на тракторном заводе женщиной-кузнецом, доработавшей до пенсии: остальные обычно покидали цех через 3-4 года.
Умерла в 2016 году в Волгограде.
Награждена медалями.